# سینتیک میکائلیس–منتن

یک نمودار سرعت واکنش بر حسب غلظت برای V_{max} = ۳٫۴ و K_{m} = ۰٫۴.

سینتیک میکائلیس–منتن (به انگلیسی: Michaelis–Menten kinetics) ساده‌ترین و شناخته شده‌ترین سینتیک پیشنهادی برای واکنش‌های همراه با اثر آنزیم است. سینتیک میکائلیس–منتن نخستین بار توسط دانشمند آلمانی لیونور میشائیلیس و دانشمند کانادایی ماد منتن معرفی گردید. سینتیک میکائلیس–منتن به صورت ساده به شکل زیر تعریف می‌شود.
{\displaystyle E+S\,{\overset {k_{f}}{\underset {k_{r}}{\rightleftharpoons }}}\,ES\,{\overset {k_{\mathrm {cat} }}{\longrightarrow }}\,E+P}
معادله سرعت این واکنش به صورت زیر تعریف می‌شود:
{\displaystyle v={\frac {d[P]}{dt}}=V_{\max }{\frac {[S]}{K_{m}+[S]}}=k_{\mathrm {cat} }[E]_{0}{\frac {[S]}{K_{m}+[S]}}}
که در این معادله:
{\displaystyle K_{m}={\frac {k_{r}+k_{\mathrm {cat} }}{k_{f}}}}
این ثابت به ثابت میکائلیس معروف است.